# Weiherhaus (Thurnau)
Weiherhaus ist eine Wüstung auf dem Gemeindegebiet des Marktes Thurnau im oberfränkischen Landkreis Kulmbach in Bayern.

## Geographie
Die Einöde war Haus Nr. 157 von Thurnau und lag auf einer Höhe von 347 m ü. NHN 100 Meter westlich von der Fallmeisterei am Kropfenbach, einem rechten Zufluss des Aubaches.

## Geschichte
Der Ort wurde 1801 als „Weiherhaus“ erstmals schriftlich erwähnt. Das Anwesen unterstand bis 1810 dem Patrimonialgericht Thurnau. Mit dem Gemeindeedikt wurde Weiherhaus 1811 dem Steuerdistrikt Thurnau und 1818 der Munizipalgemeinde Thurnau zugewiesen. Nach 1885 wurde der Ort nicht mehr erwähnt.

### Einwohnerentwicklung
| Jahr      | 001819 | 001861 | 001871 | 001885 |
| Einwohner | *      | 3      | 2      | 4      |
| Häuser    |        |        |        | 1      |
| Quelle    | [ 5 ]  | [ 6 ]  | [ 7 ]  | [ 8 ]  |

## Religion
Die Einwohner evangelisch-lutherischer Konfession waren nach St. Laurentius (Thurnau) gepfarrt.

## Weblink
- Weiherhaus in der Ortsdatenbank des bavarikon, abgerufen am 20. August 2021.